# Trachischium
Trachischium este un gen de șerpi din familia Colubridae.

Cladograma conform Catalogue of Life:
| Trachischium | \| \| Trachischium fuscum \| \| \| \| \| \| Trachischium guentheri \| \| \| \| \| \| Trachischium laeve \| \| \| \| \| \| Trachischium monticola \| \| \| \| \| \| Trachischium tenuiceps \| \| \| \| |
|              | \| \| Trachischium fuscum \| \| \| \| \| \| Trachischium guentheri \| \| \| \| \| \| Trachischium laeve \| \| \| \| \| \| Trachischium monticola \| \| \| \| \| \| Trachischium tenuiceps \| \| \| \| |
|              | Trachischium fuscum |
|              | |
|              | Trachischium guentheri |
|              | |
|              | Trachischium laeve |
|              | |
|              | Trachischium monticola |
|              | |
|              | Trachischium tenuiceps |
|              | |